# Universums framtid
Universums framtid är en viktig forskningsfråga inom kosmologi. Till relativt nyligen, vid 1900-talets början, trodde i princip alla forskare att universum var oändligt och oföränderligt. Det fanns därför ingen större anledning att vetenskapligt spekulera om en början eller ett slut för universum. När Edwin Hubble visade att universum utvidgar sig blev universums förflutna och framtid en viktig forskningsgren. Sedan slutet av 1990-talet har forskningen visat att universum inte bara expanderar utan gör det i en allt snabbare takt.
Vad som ligger bakom denna acceleration och vad den betyder för universums fortsatta utveckling är frågor som det finns olika teorier kring.

## Universum expanderar
Edwin Hubble kunde på 1920-talet visa att universum växer. Det så kallade Hubble-diagrammet visar att ju längre bort från oss ett föremål befinner sig desto fortare avlägsnar det sig från oss. Med andra ord: universum expanderar. Expansionen såg ut att vara linjär, alltså att ha expanderat i samma takt över tid. Det förväntade resultatet var annars att utvidgningen borde vara avstannande. Detta på grund av att universum faktiskt innehåller massa och gravitationskraften därför borde bromsa utvidgningstakten. Masstätheten i universum skulle då vara det som styrde hur expansionen skulle fortgå. Under årtiondena som följde kunde man göra mätningar på allt avlägsnare objekt i rymden, det vill säga se allt längre tillbaka i tiden. Ur dessa data för universums utveckling över årmiljarder och fram till nutid försökte man så förutse hur expansionen i fortsättningen skulle komma att te sig. 
Forskarna fortsatte att söka allt längre ut i universum och ända fram till 1990-talet visade resultaten på en linjär expansion.

## Masstätheten i universum
Universum utvidgar sig men gravitationskrafterna bromsar utvidgningen. Om inget annat fanns som styrde utvidgningen av universum än den kända materian och gravitationen skulle den framtida utvecklingen helt bero på universums masstäthet.
Man talar om en kritisk densitet {\displaystyle \rho _{c}}, som motsvarar knappt sex väteatomer per kubikmeter. Om densiteten för all den kända energin och massan i universum är högre eller lägre än denna skulle vårt universum vara format på olika sätt och dess framtid skulle vara annorlunda.
Ofta använder man sig av kvoten mellan vår nuvarande massdensitet {\displaystyle \rho } och den kritiska massdensiteten {\displaystyle \rho _{c}}, denna kvot {\displaystyle \Omega _{0}} kan då anta ett värde som är större än, mindre än eller lika med ett. 

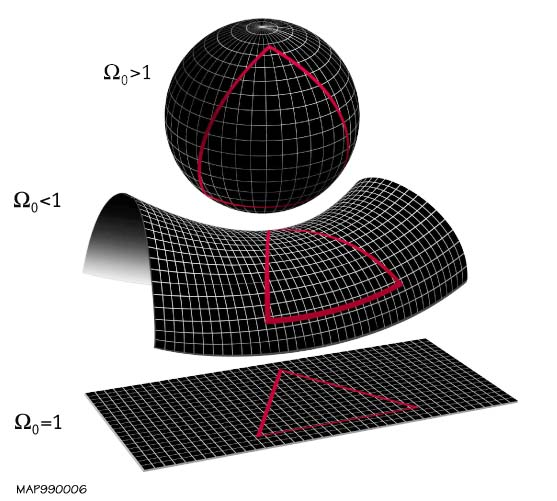
Universums geometri. Ett slutet, öppet och plant universum.

- Om {\displaystyle \Omega _{o}} >1, säger man att universum är slutet. Då skulle utvidgningen komma att avstanna när universum uppnått maximal storlek och därefter skulle universum dra sig samman.

- Om {\displaystyle \Omega _{o}} <1, säger man att universum är öppet. Då är gravitationskrafterna för svaga för att hejda utvidgningen, och universum kommer att utvidga sig i all framtid.

- Om {\displaystyle \Omega _{o}} = 1, säger man att universum är plant. Även då skulle universum utvidga sig i all framtid, men långsammare och långsammare. Utvidgningen går mot noll när tiden går mot oändligheten.

Det har visat sig, bland annat genom noggranna mätningar av universums bakgrundsstrålning, att universums geometri är mycket nära plan.. Men då borde universums expansionstakt minska med tiden. Det har emellertid visat sig vara precis tvärtom. Det måste alltså finnas något annat, förutom materian i universum, som orsakar utvidgningen.

## Expansionen accelererar

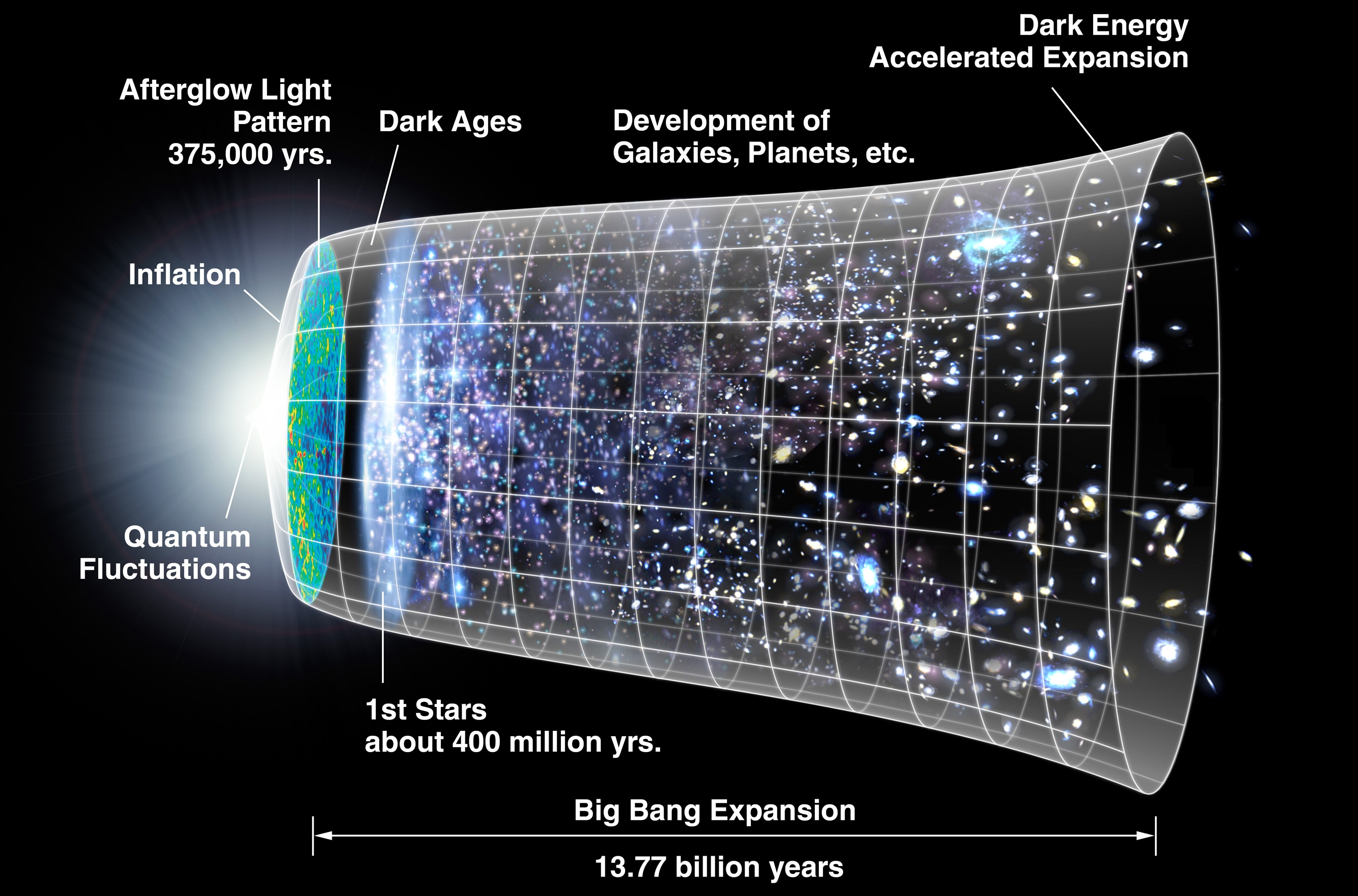
Tidslinje över universums utveckling under 13,77 miljarder år.

1998 kom ett verkligt genombrott. Två oberoende forskarlag kom fram till att expansionen accelererar, en bedrift som gav Nobelpriset i fysik 2011 till de tre främsta forskarna. Man hade med hjälp av bl.a. Hubble-teleskopet lyckats mäta hur typ Ia-supernovor i avlägsna galaxer avlägsnar sig från oss. Man kunde mäta att objekten i universum verkade skiljas åti en allt högre hastighet (Eller snarare kan man mäta att det gick långsammare förr). Det ledde oundvikligt till nästa fråga: 
Vad driver accelerationen?
- Man söker här efter en slags omvänd tyngdkraft, något som trycker hela universum utåt.
- Detta "något" måste behålla sin verkan oberoende av att universums expansion, detta till skillnad från gravitationen som minskar då det blir mindre massa per volymenhet vid expansionen.
- Det kan ses som en gravitationsegenskap, den kosmologiska konstanten i Einsteins ekvationer för den krökta rymden. Men vad är det egentligen som har dessa egenskaper? Verkligheten bakom konstanten är vad man försöker komma fram till och som ofta kallas mörk energi.

## Scenarier för universums framtid
Ännu vet ingen vad den mörka energin består av och man vet inte heller om den kommer att förändras över tid. Är dess densitet konstant? Den kanske istället ökar i takt med rymdens expansion, så kallad "fantomenergi". Kan den kanske komma att avta med tiden? Kanske består den av vad som kallas kvintessens, då skulle dess verkan variera både över tid och från en plats i universum till en annan. Beroende på vad av detta som visar sig vara riktigt kommer universums utveckling att se olika ut. 
- Om den mörka energin är den enklast tänkbara och konstant med tiden så kommer dagens utveckling med ett accelererande universum att fortsätta i all framtid. Med tiden kommer allt fler galaxer att försvinna ur vårt synfält då ljuset från dessa galaxer inte längre hinner nå fram till oss på grund av universums snabba expansion. Vi kommer så att leva i en allt glesare och kallare rymd. Detta blir the Big Chill.
- En annan tänkbar möjlighet är att expansionen drivs av det man kallar fantomenergi. Den har egenskapen att öka i takt med att universum utvidgas. Då skulle utvecklingen i början likna det förra fallet. Vi skulle leva i ett allt glesare universum men utvecklingen skulle gå fortare. Det vidare skeendet skulle sedan bli betydligt våldsammare. Allt som hålls samman av gravitationskrafter skulle slitas isär. Först galaxhoparna sedan stjärnorna i galaxerna, planetsystemen och vidare ned till atomens minsta beståndsdelar. Detta är vad som brukar kallas the Big Rip.
- Av det man ser idag finns inga tecken som tyder på att expansionen skulle vända och gå åt andra hållet. Men då ingen vet vad den mörka energin egentligen är kan man inte helt utesluta detta. All materia skulle då åter dra sig samman tills den till slut befann sig i en enda punkt, en singularitet. Då talar vi om the Big Crunch.

## Formler
{\displaystyle \rho _{c}={\frac {3H^{2}}{8\pi G}}}  = 9,5 x 10-27 kg/m3,
där H står för Hubblekonstanten ur Hubbles lag och G är den allmänna gravitationskonstanten.